# ゴッド・スレイヤー はるか天空のソナタ
『ゴッド・スレイヤー はるか天空のソナタ』（ゴッド・スレイヤー はるかてんくうのソナタ）は、SNKが開発し1990年4月13日に発売されたファミリーコンピュータ用アクションRPGである。
古代文明が滅びた後の世界を舞台としており、主人公を操作し「救世主伝説」を基に人類を救出する事を目的としたゲーム。風、火、水、雷の4つの剣やフォースでの溜め撃ち攻撃を特徴としている。また、SNKのアーケードゲーム作品の登場人物をモデルにしたキャラクターが数名登場する。
北米では『Crystalis』のタイトルで発売され、また後に北米のみでゲームボーイカラー専用ソフトとしても発売された。後にNintendo Switch用ソフト『SNK 40th Anniversary Collection』（2018年）に収録され、同ソフトはPlayStation 4、Xbox One、Windowsにおいても発売された。

## ゲーム内容

### システム
剣
主人公は旅の途中、「風」「火」「水」「雷」の4つの剣を手に入れる。さらに剣にはそれぞれ「玉」「腕輪」のオプションがあり、付け替えることでレベル1（剣のみ）、レベル2（玉装備）、レベル3（腕輪装備）と調節が出来る。剣は近距離攻撃と同時に、フォース（気合）で遠距離への攻撃が可能である。
フォース
Bボタンを押し続けると、画面下表示のゲージにパワーが溜まる。この後ボタンを離すと、溜めたレベルに対応したフォースを発射する。
フォースは、立ち止まった状態でしか溜めることは出来ない。ただし、フォースを溜めたままで移動は可能。移動中、フォースは溜まらないが、Bボタンを押し続ける限り現状を維持できる。再び立ち止まると、ゲージの上昇が再開される。
ゲージを溜めた状態で、他の剣に持ちかえるとキャンセルされる。
レベル3フォースの使用には、魔力が必要。魔力が足りない場合、MAXまで溜めていてもフォースの威力は軽減される。
成長
敵を倒すことで、自動的に経験点が得られる。レベルMAXは16。レベルが上がらないと攻撃が通用しない敵もいる。

### 術
いわゆる魔法。一定条件をクリアすると、賢者達から授けられる。術も一種のアイテムとして位置づけられ、使用の際、アイテムセレクト画面を呼び出し「装備」しなければならない。その為、一部のアイテムとの併用は出来ない。
リフレッシュ
HPを回復させる。
パラライズ
モンスターや人を眠らせる。効かないモンスターもいる。
テレパシー
賢者達からアドバイスがもらえる。また、この術を得る事で、言葉が通じなかった動物やオーク達との会話が自動的に可能となる。
テレポート
立ち寄ったことのある町/村へ、瞬間移動する。
リカバー
「毒」「麻痺」「石化」を回復する。
バリア
飛び道具のダメージを無効化する。ボタンを押し続ける間、もしくは魔力が続く限り術は効き続ける。
チェンジ
「ストム」「ドラゴニア兵士」「女の子」「アカハナ」から一種類選んで変身できる。変身中は移動しかできない。
フライト
空中を飛べる。ボタンを押し続ける間、もしくは魔力が続く限り術は効き続ける。

### 武装品

#### 剣
ゲーム上において重要な存在。世界を救うには、4つの剣を全て揃えなければならない。
かぜのけん（風の剣）
最初に手にする剣。レベル1のフォースが使え、緑色の風の玉を放つ。
かぜのたま（風の玉）
風の剣の装備品。レベル2までのフォースが使え、特定の土壁を壊せる。
たつまきのうでわ（竜巻の腕輪）
風の剣の装備品。レベル3のフォースが使え、前方へ四つの竜巻を放つ。

ひのけん（火の剣）
二番目に入手する剣。レベル1のフォースが使え、赤い火の玉を放つ。
ひのたま（火の玉）
火の剣の装備品。レベル2までのフォースが使え、特定の氷壁を壊せる。
かえんのうでわ（火炎の腕輪）
火の剣の装備品。レベル3のフォースが使え、前方に連続爆発を起こせる。

みずのけん（水の剣）
三番目に手にする剣。レベル1のフォースが使え、青色の水の玉を放つ。
みずのたま（水の玉）
水の剣の装備品。レベル2までのフォースが使え、特定の川に氷の橋が架けられる。
ふぶきのうでわ（吹雪の腕輪）
水の剣の装備品。レベル3のフォースが使え、プレイヤーを中心に氷の結晶が回転しながら広がる。

いかずちのけん（雷の剣）
四番目に手にする剣。レベル1のフォースが使え、雷を前3方向に放つ。
いかずちのたま（雷の玉）
雷の剣の装備品。レベル2までのフォースが使え、人面壁を壊せる。
いかずちのうでわ（雷の腕輪）
雷の剣の装備品。レベル3のフォースが使え、連続して落雷し、画面上の敵全てにダメージを与える。

ゴッドスレイヤー
主人公が最後に手にする剣。真の力を発揮するためには、メーシアの力が必要。

#### 防具
主人公の防御力は鎧と盾で上げることができる。
鎧は敵との接触ダメージを軽減、盾は敵飛び道具のダメージを軽減し、
そこに「対応アイテム」を足した数値が主人公の防御力となる。
鎧
- なめしかわのふく（鞣し革の服）
- カブトワニのふく（カブトワニの服）
- ブロンズのよろい（ブロンズの鎧）
- プラチナのよろい（プラチナの鎧）
- ソルジャースーツ
- セラミックスーツ
- バトルアーマー：毒を無効化する。非売品
- サイコアーマー：停止中HPが回復する。非売品

盾
- こうらのたて（甲羅の盾）
- ブロンズのたて（ブロンズの盾）
- プラチナのたて（プラチナの盾）
- みずかがみのたて（水鏡の盾）
- けんじゃのたて（賢者の盾）：麻痺を無効化する。
- セラミックのたて（セラミックの盾）
- バトルシールド
- サイコシールド：麻痺、石化を無効化する。非売品

### アイテム
アイテムは「消費アイテム」「補助アイテム」「イベントアイテム」の3種類に分けられる。

#### 消費アイテム
町や村で売られている。一度使うと無くなる。
やくそう（薬草）
HPを一定量回復する。
ちからのきのみ（力の木の実）
MPを一定量回復する。
けんじゃのゆびわ（賢者の指輪）
MPを最大値まで回復させる。
どくけし（毒消し）
バッドステータス「毒」を治療する。
きつけそう（気付け草）
バッドステータス「麻痺」を治療する。
ぼだいじゅのみ（菩提樹の実）
バッドステータス「石化」を治療する。
せいじゃのみ（聖者の実）
バッドステータス「呪い」を治療する。
ワープシューズ
立ち寄ったことのある町/村へ、テレポート出来る。
めざましのふえ（目覚ましの笛）
眠っている人を起こす。イベントアイテムだが消費される。
みがわりのぞう（身代わりの像）
一度だけHPが0になった瞬間、全回復させる。非売品。

#### 補助アイテム
選択している間、効果が続くアイテム。無くなる事はない。
ガスマスク
迷いの森でもHPが減らなくなる。
とびうさぎのくつ（飛び兎の靴）
Aボタンでジャンプが出来る。術を選択している時は、術が優先される。ジャンプをうまく使えば、凍った坂道を上ったり、ダメージゾーンから受けるダメージを軽減できる。
みかわしのゆびわ（身躱しの指輪）
盾の防御力がレベル分アップする。
にじのくびかざり（虹の首飾り）
鎧の防御力がレベル分アップする。
パワーリング
攻撃力がレベル分アップする。
はやうちのうでわ（早撃ちの腕輪）
LV1フォース攻撃が、Bボタンを押すだけで出る。連射可能。
どくわたりのくつ（毒渡りの靴）
ダメージゾーンを歩いてもHPが減らなくなる。
デオのペンダント
停止状態の時のみMPが回復する。

#### イベントアイテム
特定のイベントで必要なアイテム。使用すると無くなる。
ふうしゃのかぎ（風車の鍵）
風車を動かすのに必要。風車小屋の番人が持っている。
アカハナのぞう（アカハナの像）
旅立ちの町で、アカハナが探しているもの。
むしぶえ（虫笛）
迷いの森に潜む主を呼び出すもの。
てつごうしのかぎ（鉄格子の鍵）
サブレ山頂上の牢屋を解放するのに必要。
ぼだいじゅのふえ（菩提樹の笛）
ポートアの都近くの滝で、石化している人を助けるのに必要。
ときめきのランプ
ポートアの都の貸し船屋から、船を借りるのに必要。
きりさめそう（霧雨草）
アマゾネスの族長に渡すと、喜ばれる。
かいのたてぶえ（貝の縦笛）
海でイルカを呼べる。例外的に、何度使っても消費しない。
われためがみぞう（割れた女神像）
これだけでは何の効果も得られない。
みとおしのめがね（見通しの眼鏡）
ジョエルの島の、ある小屋の隠し通路が出現する。
ふっかつのランプ（復活のランプ）
「われためがみぞう」を「うみのめがみぞう」に変える。
うみのめがみぞう（海の女神像）
海の大渦をうち消す効果がある。
あいのくびかざり（愛の首飾り）
ケンスウが無くした大切なもの。
じごくもんのかぎ（地獄門の鍵）
シャイロンの山の特定の場所で使う。
せいじゃのぞう（聖者の像）
呪いをかけられたケンスウを助けるのに必要。
つきのゆみや（月の弓矢）
ピラミッドの奥へ進むために必要。
たいようのゆみや（太陽の弓矢）
ピラミッドの奥へ進むために必要。
しんじつのゆみや（真実の弓矢）
ドラゴニア皇帝を倒すために必要。

## 登場人物

### ヒーローとヒロイン
主人公（デフォルト名なし）
コールドスリープから目覚め、記憶を失った若者で、人々が「救世主」と噂する人物。自分の正体の手がかりとなる4本の剣と一人の少女を求め各地を旅するうち、過去の遺産を悪用し、世界征服を目論むドラゴニア帝国と対峙することとなる。
メーシア
主人公と同じく、コールドスリープから目覚めた少女で、帝国に囚われている。

### 味方キャラクター
四賢者は文明崩壊後、人々を導く役割を果たしていた。賢者になるには、厳しい修行が必要。ゲーム中一定条件をクリアすると、主人公に術を授ける。
ゼブー
四賢者の一人。最初に会う賢者で、厳格な口調の老人。風の谷近くの洞窟に住む老人で、風車小屋の番人を勤める弟子がいる。「リフレッシュ」「パラライズ」を授ける。
トーネル
四賢者の一人で、ストムという弟子がいる。旅立ちの街近くの平原に小屋を構えている。「テレパシー」「テレポート」を授ける。飄々とした壮年男性として描かれる。
アシーネ
四賢者の一人で、賢者ケンスウの恋人。主人公に「リカバー」「バリア」を授ける。元ネタは『サイコソルジャー』の麻宮アテナだが、このゲームではグラマラスな若い女性として描かれている。
ケンスウ
四賢者の一人で、賢者アシーネの恋人。最初は主人公を信じていなかったが、後に認めるようになる。「チェンジ」「フライト」を授ける。元ネタは『サイコソルジャー』の椎拳崇だが、このゲームでは陰のある若者として描かれている。
アステカ
賢者達の長。ドラゴニア帝国と対決すべく、シャイロンの砦を守り、人々をまとめている。

### 敵キャラクター
敵は「激変した環境が原因で変異した自然界の動植物」と「明確な悪意を持った超常的な存在」の2種類に分けられる。どちらも属性を持ち、特定の剣では攻撃が通用しない。また、雑魚であっても、純粋に主人公のレベルが足りないと攻撃は弾かれる。
コウモリ使い
蝙蝠を召喚してくる。また、ワープを使う。
毒虫
巨大昆虫。オークを食べ尽そうとして、襲い掛かった。
ケルベスク
四天王の一人。頑強な戦士で、風の谷の人々をさらい、サブレ山でレアメタル発掘の強制労働をさせていた。
サベラ
四天王の一人。陰険な呪術師で、一つの島の人々をゾンビに変え、悪霊島と化した。
マドー
四天王の一人。邪悪な剣士で、シャイロンの砦を攻撃し、虐殺と壊滅に追いやる。
カーマイン
四天王の一人。強力な魔導士で、帝国の首都に住む人々を、マインドコントロールで忠誠を誓わせている。
ドラゴニア皇帝
ドラゴニア帝国を治めている。天空の塔を使い世界を征服しようと目論んでいる。

### その他のキャラクター
ストム
トーネルの弟子。彼との対決に勝つと「テレパシー」を授けられる。
アカハナ
旅立ちの町にいる。アカハナの像と引き替えにガスマスクをくれる。
オーク
迷いの森に住む異種族。人間を嫌っている。
ナダレ
サブレ山の山小屋の番人。ここで休憩が出来る。
クズレ
サブレ山の山小屋の老人。ナダレを罵っている。
ポートアの女王
水の都ポートアを治める女王。彼女の力を恐れ、ドラゴニア帝国はこの町に手は出せない。
占い師
ポートアの都に住んでいる。当たると評判だがよく休んでいる。
アマリリス
アマゾネスの村の女王。男嫌いなので、話しかけると追い出されてしまう。
ラーゲ
水の都近くの湖を守る精霊。
イルカ
水の都の宮殿地下で、怪我をしている。薬草を与えると貝の縦笛をくれる。
ラルフ
ジョエルの島に住んでいる。名前の元ネタはゲーム『怒 IKARI』のラルフ・ジョーンズ。
クラーク
悪霊島の廃墟に隠れている。名前の元ネタはゲーム『怒 IKARI』のクラーク・スティル。
マーナ
シャイロンの砦にいる女性。
デオ
ストムが可愛がっていたウサギ。一定条件を満たすとデオのペンダントをくれる。

## 移植版
| No. | タイトル                                      | 発売日                        | 対応機種           | 開発元          | 発売元                          | メディア             | 型式                              | 備考 |
| --- | --------------------------------------------- | ----------------------------- | ------------------ | --------------- | ------------------------------- | -------------------- | --------------------------------- | ---- |
| 1   | Crystalis                                     | 2000年6月26日                 | ゲームボーイカラー | NST             | 任天堂                          | ロムカセット         | CGB-AYJE-USA                      |      |
| 2   | SNK 40th Anniversary Collection               | 2018年11月13日 2018年11月16日 | Nintendo Switch    | Digital Eclipse | Digital Eclipse NIS America     | ダウンロード         | -                                 |      |
| 3   | SNK 40th Anniversary Collection               | 2019年3月19日 2019年3月22日   | PlayStation 4      | Digital Eclipse | Digital Eclipse NIS America     | ダウンロード         | UP1063-CUSA13239 EP1063-CUSA13229 |      |
| 4   | SNK 40th Anniversary Collection               | INT 2019年5月3日              | Xbox One           | Digital Eclipse | SNK Digital Eclipse NIS America | ダウンロード         | -                                 |      |
| 5   | SNK 40th Anniversary Collection               | INT 2019年6月7日              | Windows            | Digital Eclipse | SNK Digital Eclipse NIS America | ダウンロード (Steam) | -                                 |      |
| 6   | ファミリーコンピュータ Nintendo Switch Online | 2019年12月12日 2020年2月19日  | Nintendo Switch    | 任天堂          | 任天堂                          | ダウンロード         | -                                 |      |

## スタッフ
- ディレクター、プロデューサー：河野和人
- キャラクター・デザイナー：T.FURUTA、M.YAMASHITA、前田義久、T.TOKYO
- プログラマー：...JMS（ぐうゆきお）、ASAMI.DON、おかださとる
- シナリオ・アドバイザー：J.SATOH
- シナリオ・アシスタント：H.KINO、冨田聖司
- 音楽、効果音：おおさかようこ
- サウンド・プログラマー：おかださとる、K.TANAKA
- スペシャル・サンクス：M.TOKI、T.FUNAHASHI、K.MAEDA、T.NAKAI、T.AKIYAMA、A.OHITA、K.AKINO、M.SHIMINA

## 評価
- ゲーム誌『ファミコン通信』の「クロスレビュー」では合計28点（満40点）[4]、『ファミリーコンピュータMagazine』の読者投票による「ゲーム通信簿」での評価は以下の通りとなっており、18.81点（満30点）となっている[1]。同誌1991年5月10日号特別付録の「ファミコンロムカセット オールカタログ」では、「壮大なシナリオが魅力的」とシナリオに関して肯定的に評価している[1]。

| 項目 | キャラクタ | 音楽 | 操作性 | 熱中度 | お買得度 | オリジナリティ | 総合  |
| 得点 | 3.32       | 3.05 | 3.26   | 3.21   | 2.88     | 3.09           | 18.81 |

## 備考
- ポートアの都の占い師の台詞「こんなん出ましたけど」の元ネタは、実在の占い師泉アツノで、1989年の流行語大賞の大衆賞に選ばれている。